# Gallotiinae
A Gallotiinae a hüllők (Reptilia) osztályában a pikkelyes hüllők (Squamata) rendjébe és a gyíkok (Sauria) alrendjébe sorolt nyakörvösgyíkfélék (Lacertidae) családjának egyik alcsaládja.

## Elterjedési területük
Az alcsalád két neme közül a Psammodromus fajai a Nyugati Mediterráneumban: Spanyolországban, Portugáliában, Dél-Franciaországban és Marokkóban élnek. A névadó Gallotia nem valamennyi faja a Kanári-szigeteken honos: egyes fajok több szigeten is előfordulnak, mások egy-egy szigetre korlátozott élőhelyű endemizmusok.

## Megjelenésük, felépítésük
A szigeteken élő gyíkok némelyike az elszigetelt, védett ökológiai fülkékben meglepően nagyra nőtt meg: legnagyobbikuk, a Gallotia goliath hossza elérte a másfél métert (a fajt a szigetek őslakói, a guancsok kiirtották).

## Életmódjuk, élőhelyük
Valamennyi faj zömmel növényevő; mindegyik tojásokkal szaporodik.